# Irrsberg
Irrsberg är ett berg i Österrike.   Det ligger i distriktet Salzburg-Umgebung och förbundslandet Salzburg, i den centrala delen av landet, 230 km väster om huvudstaden Wien. Toppen på Irrsberg är 844 meter över havet, eller 212 meter över den omgivande terrängen. Bredden vid basen är 2,4 km.
Terrängen runt Irrsberg är kuperad söderut, men norrut är den platt. Närmaste större samhälle är Neumarkt am Wallersee, 3,1 km väster om Irrsberg. 
Omgivningarna runt Irrsberg är en mosaik av jordbruksmark och naturlig växtlighet. Runt Irrsberg är det ganska tätbefolkat, med 124 invånare per kvadratkilometer.